# 時任巌
時任 巌（ときと いわお、1908年（明治40年）- 没年不明）は、日本の水球選手で1932年ロサンゼルスオリンピックに出場した。

## 経歴
1908年、北海道函館区（現在の函館市）に生まれる。北海道庁立函館中学校（現在の北海道函館中部高等学校）で水球に励み、早稲田大学を卒業した後は中華民国大連市の南満洲鉄道本社に勤務し、地方部地方課に所属した。1932年のロサンゼルスオリンピックでは水球の日本代表として出場した。フルバックのポジションでハンガリー戦、アメリカ戦、ドイツ戦の全てに出場したが、他の全ての日本選手と同じく、ゴール数は全て0に終わった。戦後は東京都北多摩郡保谷町（現在の西東京市）に暮らし、日本水泳連盟理事を務めた。1972年に全国公営住宅払下推進連合会会長となる。